# Anabolia laevis
Anabolia laevis – gatunek owada z rzędu chruścików i rodziny bagiennikowatych (Limnephilidae). Larwy budują rurkowate domki z detrytusu i piasku, zaopatrzone najczęściej w dwa dodatkowe patyczki, wydłużające domek. Larwy bardzo podobne do larw Anabolia furcata – na razie nie ma cech diagnostycznych, umożliwiających rozróżnienie tych gatunków w stadium larwalnym.
W Europie występuje w Karpatach, na środkowoeuropejskich i zachodnioeuropejskich równinach, w Skandynawii. Larwy spotykane w rhitralu, potamalu i jeziorach. Występuje w całej Polsce. Limnebiont, larwy występują w strefie helofitów, na brzegu zadrzewionym.
Na Pojezierzu Pomorskim larwy spotykane w Jeziorze Żarnowieckim, w jeziorach Niziny Szczecińskiej i bardzo licznie w jeziorach lobeliowych Pojezierza Bytowskiego, zdecydowanie najliczniej w siedlisku szuwarów turzycowych, choć stwierdzony we wszystkich badanych siedliskach, łącznie z elodeidami, najliczniej na głębokości 0,4 m. Na Pojezierzu Mazurskim larwy spotykane w wielu jeziorach różnego typu (poza dystroficznymi), preferując brzegi zadrzewione. Larwy spotykane w strefie helofitów, wśród trzcin, pałki, manny wodnej, czasami na dnie piaszczystym (małe plaże wśród trzcin) i sporadycznie wśród roślinności elodeidowej. Często larwy spotykane na kłodach, gałęziach itp. W Krainie Wielkich Jezior larwy łowiono najliczniej w jeziorach śródleśnych, nielicznie w śródpolnych, częściej i liczniej łowione w dużych niż małych, głównie w strefie szuwarów i na dnie, kamieniach i gałęziach, rzadziej w elodeidach i nimfeidach. Czasami larwy spotykane wśród osoki (litoral zanikający). Imagines złowione nad jez. Kośno, Skanda, Śniardwy, Mikołajskim. Gatunek pospolity w jeziorach Poj. Wielkopolskiego. W Dolinie Narwi liczny w starorzeczach, w Dolinie Biebrzy we wszystkich typach zbiorników, astatycznych śródleśnych i śródpolnych, strumieniach, najliczniej w starorzeczach i rzekach. Jedną larwę złowiono w stawie eutroficznym w Karkonoszach. Nie stwierdzono występowania w jeziorach Poj. Łęczyńsko-Włodawskiego.
W Skandynawii i Estonii bardzo pospolity w jeziorach, rzekach, strumieniach i potokach. Gatunek pospolity i szeroko rozmieszczony w jeziorach Łotwy, gdzie często spotykany jest w jeziorach słaboeutroficznych, w mezotroficznych, eutroficznych i oligo-dystroficznych, brak w dystroficznych. Spotykany w zacisznych miejscach z bardziej lub mniej piaszczystym dnem. Występowanie odnotowane dla jezior Niemiec.